# Алмейда Фигэйредо, Игор
Игор Алмейда Фигэйредо (англ. Igor Almeida Figueiredo; род. 11 октября 1977, Рио-де-Жанейро) — бразильский профессиональный игрок в снукер, в настоящее время является лучшим снукеристом этой страны.

## Биография и карьера
Родился 11 октября 1977 года в Рио-де-Жанейро.
Начал играть в 5 лет на «маленьком» столе у себя дома. В 13 лет занял 3 место на любительском турнире National Cup. Несколько раз становился чемпионом Бразилии. В 2009 году вышел в финал любительского чемпионата мира, но уступил Эльфи Бёрдену со счётом 8:10. В сезоне 2009/10 Фигэйредо играл в серии турниров PIOS, где занял 12 место. На сезон 2010/11 Игор получил уайлд-кард для выступления в мэйн-туре. Таким образом, Фигэйредо стал первым бразильцем в истории снукера, участвовавшим в «высшей лиге» этой игры.
Старт его первого профессионального сезона был вполне успешным. Игор неплохо (для своего уровня) выступал в серии PTC, а на турнире World Open даже попал в телевизионный раунд турнира. В своем тв-дебюте Фигэйредо играл достойно, но ничего так и не сумел противопоставить куда более опытному Марку Уильямсу. Первые успехи подняли бразильца до места в седьмом десятке рейтинга, приблизив его к топ-64, однако вторую половину сезона он провёл не лучшим образом, и в итоге стал лишь 80-м в официальном рейтинге. В сезоне 2011/12 Фигэйредо вовсе был вынужден пропустить почти все турниры мэйн-тура из-за отсутствия спонсорской поддержки, в результате чего его официальный рейтинг к февралю 2012 упал до 99 (последнего) места. Однако, он всё же принял участие в командном Кубке мира и «домашнем» турнире Brazilian Masters.
Высший брейк Фигэйредо на турнирах мэйн-тура — 140 очков.